# Chef Bowles
Chef Bowles ou Bowl (Duwali en cherokee), né vers 1756 et mort le 16 juillet 1839, est un chef des Cherokees du Texas durant le début du xixe siècle.

## Biographie
Duwali serait né vers 1756 en Caroline du Nord, fils d'un père écossais et d'une mère cherokee.
Dans les années 1810, pour échapper à la pression croissante des colons européens, il conduit son groupe de l'autre côté du fleuve Mississippi, au Missouri, puis en Arkansas et enfin dans la province mexicaine du Texas.
En 1827, il coopère avec le gouvernement mexicain pour mettre un terme à la rébellion de Fredonia et tente de faire reconnaitre leurs terres dans l'Est du Texas mais sans succès.

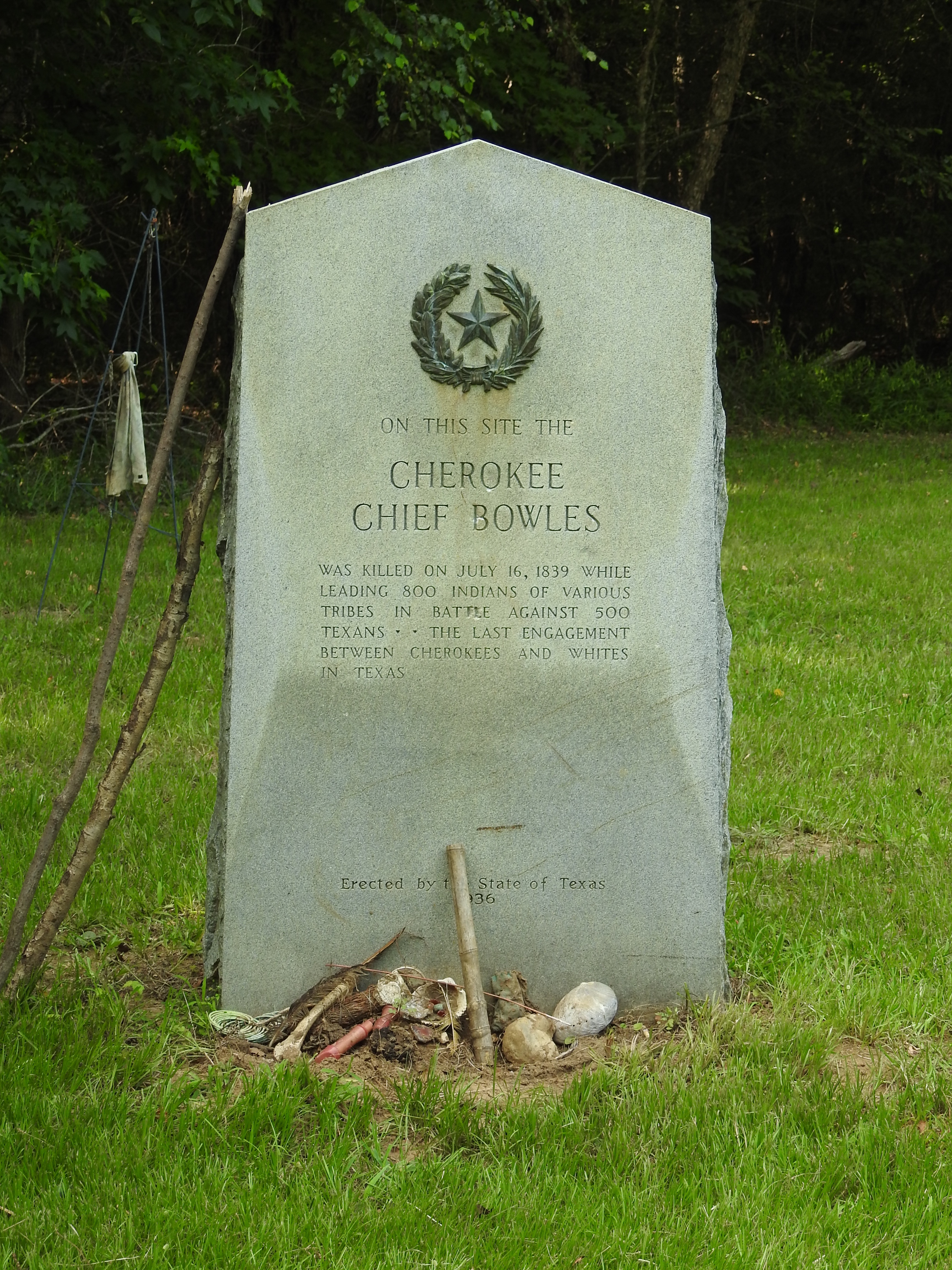
Marqueur historique érigé par l'État du Texas en 1936 à l'endroit où fut tué Bowles le 16 juillet 1839.

En février 1836, Sam Houston, agissant comme commissaire du gouvernement provisoire du Texas, négocie avec Bowles un traité reconnaissant le droit des Cherokees sur leurs terres mais après la révolution texane, le Sénat de la république du Texas rejette l'accord. Lorsque Mirabeau B. Lamar devient président du Texas, il appelle à l'expulsion des Cherokees. Après l'échec de négociations, Bowles mobilise ses guerriers pour résister à l'expulsion. Le 16 juillet 1839, les Cherokees sont défaits à la bataille de la Neches et Bowles et tué au cours de l'affrontement.